# Conídio

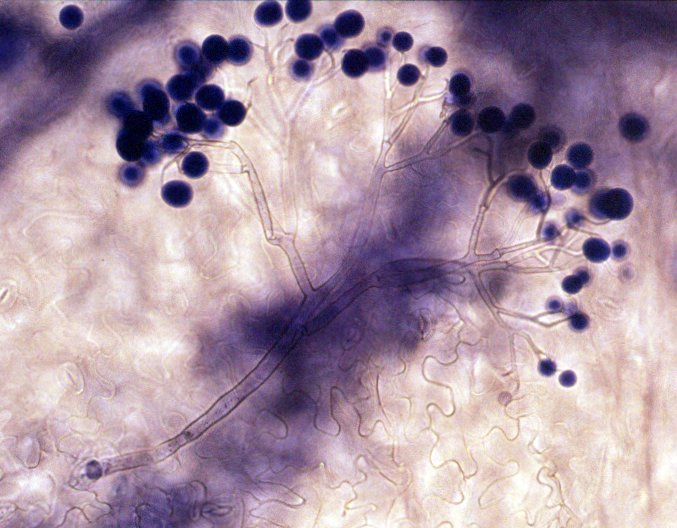
Conidióforo de Hyaloperonospora parasitica contendo vários conídios.

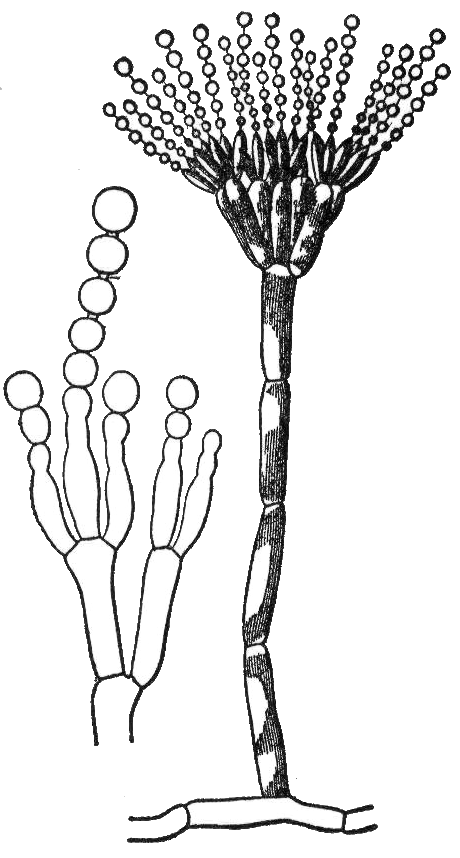
Conídios num conidióforo.

Conídio, mas também "picnosporo", "mitosporo" ou "conidiósporo", é a designação dada em micologia aos esporos formados por mitose e responsáveis pela reprodução assexuada de alguns grupos de fungos. A designação mitosporo tem vindo a ganhar favor pois coloca em evidência o processo de mitose pelo qual são formados. Eles representam a forma mais comum de reprodução assexuada dos fungos, e são muito importantes para a dispersão destes organismos na natureza. As células que dão origem aos conídios são denominadas células conidiogênicas, as quais  normalmente se localizam na extremidade de hifas especializadas chamadas conidióforos.  Os conídios são células haplóides, geneticamente semelhantes aos progenitores, sendo capazes de gerar um novo organismo se encontrarem condições favoráveis.[carece de fontes?]
A reprodução assexual nos Ascomicetes (filo Ascomycota) dá-se através da formação de conídios, que estão localizados na ponta de conidióforos. A análise da morfologia dos conidióforos é utilizada para identificar espécies de fungos.[carece de fontes?]

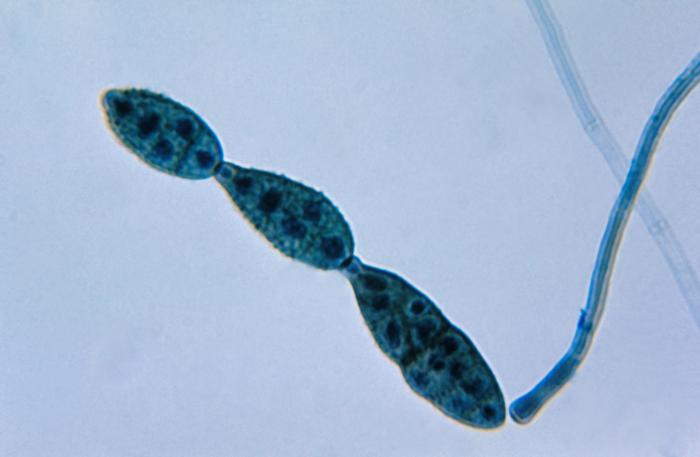
Cadeia de conídios em Alternaria

Existem dois tipos de desenvolvimento de conídios:
- Conidiogénese blástica: o esporo é já evidente antes de se separar da hifa conidiogénica
- Conidiogénese tálica: quando os conídios são formados pela simples separação das células individuais das hifas.